# Kasper T. Toeplitz

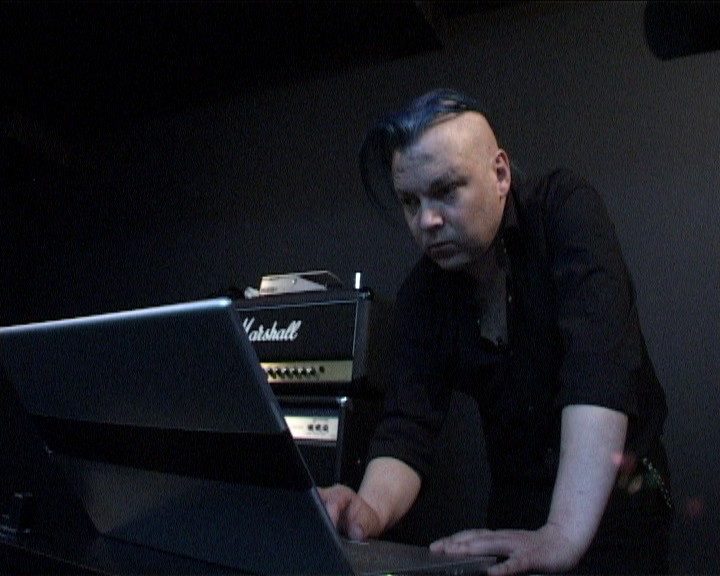
Kasper T. Toeplitz (2007)

Kasper T. Toeplitz (* 1960 in Warschau als Kasper Teodor Toeplitz) ist ein französischer Komponist und E-Bass-Spieler, der sich mit seinen Kompositionen und Klangflächen im „Niemandsland zwischen traditionellen Kompositionsweisen (für Orchester oder Ensembles, Opern) und elektronischer Neuer Musik oder Noise Musik angesiedelt hat“. Er lebt in Paris.

## Biografie
Toeplitz entstammt der Warschauer Intelligenz-Familie der Toeplitz und ist Sohn der Ballerina und Choreographin Krystyna Mazurówna und des Journalisten Krzysztof Teodor Toeplitz sowie Großneffe des Filmwissenschaftlers Jerzy Toeplitz. 1969 übersiedelte er nach Frankreich. Seine früheren Arbeiten schrieb er hauptsächlich für traditionelle Instrumente. Toeplitz nennt als Einflüsse Giacinto Scelsi und Iannis Xenakis. Ebenso hat er Musik für modernen Tanz und Theatermusik verfasst. Eine seiner Hauptinteressen gilt der Literatur. Seine erste Oper J'irai vers le nord, j'irai dans la nuit polaire schrieb er auf Grundlage von Sylvia Plaths Texten, die Oper dreht sich um Sylvia Plaths Leben. Great Expectations wurde zu Kathy Ackers Texten geschrieben, Ruine basiert auf Texten von François Bon. Seit einiger Zeit verbindet Toeplitz auch Visuals mit seinen musikalischen Arbeiten (zum Beispiel Capture für Computer Solo, zusammen mit Dominik Barbier = K_Apture). Außerdem hat er Stücke für sein E-Gitarren Orchester, Sleaze Art, geschrieben und betreibt sein eigenes Label ROSA (Recordings of Sleaze Art) Records.

## BassComputer
2003 stellte Toeplitz den sogenannten BassComputer vor, einen teilbundierten E-Bass mit fünf bundierten und vier unbundierten Saiten (ähnlich der Gitarrenharfe). Das Instrument wird über ein Interface mit einem Computer verbunden und der Klang mithilfe von Software aus dem Bereich der Echtzeitsoundsynthese (Max/MSP) manipuliert. Auf Anfrage schrieb die französische Komponistin Éliane Radigue (Schülerin von Pierre Henry und Pierre Schaeffer) im gleichen Jahr das Stück Elemental II für ihn, das er 2004 aufführte und das 2005 auf CD erschien.

## Kollaborationen
Kaspar T. Toeplitz hat mit Forschungseinrichtungen wie dem GMEM, GRM, IRCAM und Radio France zusammengearbeitet. Kollaborationen gab es mit vielen anderen Musikern im Umfeld der komponierten experimentellen Musik: Éliane Radigue, Zbigniew Karkowski, Dror Feiler, Tetsuo Furudate, Phill Niblock und Art Zoyd, Ulrich Krieger, Stevie Wishart und Z'ev.
2007 gründete er mit Eryck Abecassis und Wilfried Wendling KERNEL, ein Computerensemble, das ausschließlich Interpretationen langer notierter Stücke vorstellt und auf der Basis elektronischer Musikkompositionen (Echtzeitsynthese, Soundsynthese) arbeitet.

## Stipendien und Auszeichnungen
Für seine Arbeit gewann er unterschiedliche Preise und Auszeichnungen: 1. Preis für Orchesterkomposition am Festival Besançon, 1. Preis im Wettbewerb Opéra Autrement / Acanthes. Er war Stipendiat der Villa Médicis Hors-les-Murs in New York, Léonard de Vinci in San Francisco, Villa Kujoyama in Kyoto und des DAAD in Berlin.

## Werkauswahl
- Nature Morte: Für Orchester, 1988.
- Zéline: Für Violoncello Solo, 1989.
- Paysage foudroyé: Für E-Bass Solo, 1989.
- J'irai vers le nord, j'irai dans la nuit polaire: Oper, 1989.
- Lhow: Für Orchester, 1990.
- Anachorète: Für Sopransaxofon Solo, 1991.
- Memory-Cendres: Für weibliche Stimme, Perkussion, Klarinette und Kontrabass, 1992.
- Sthill: Für 8 Saxofone, 1992.
- Blind Sucht: Für 9 Instrumente and elektroakustische Dispositive, 1993.
- Ephémérides: Für 9 Instrumente, 1995.
- Siyahi: Für Orchester, 1996.
- Stances d'orchestre: Für Orchester, 1997.
- Je est une autre: Für Stimme, Violoncello, Klarinette, Kontrabass und Perkussion, 1997.
- Ruine: Für Orchester und Sopran Solo, (Text: François Bon), 1998.
- Biel: Für Orchester und Sampler, 2000.
- Appars/Vague de pas: Für kleines Orchester, Elektronische Tastatur und Perkussion, 2001.
- Battling Siki: Oper für Saiten- und elektronische Instrumente, Theremin, Perkussion und Computer, 2003.
- Froz#5: Für Tubax und Computer, 2003.
- Contraindre: Für Theremin, 2004.
- Capture: Für drei Tänzer, 2005
- Unfinished Metal Waves: Für großen Gong und Computer, 2006.
- This is my House: Für Saxofon und Computer, 2006.
- Champ des Larmes: Spektakel mit Art Zoyd (zusammen mit Gérard Hourbette), 2006.
- Lärmesmitte: Für BassComputer, 2006.
- Dust Reconstructions: Stück für ein unbestimmtes Instrumentarium, 2007.
- Kernel#2: KERNEL's erste Kreation, 2007.
- The Deep: Für and von KERNEL, 2008.